# 大布克林

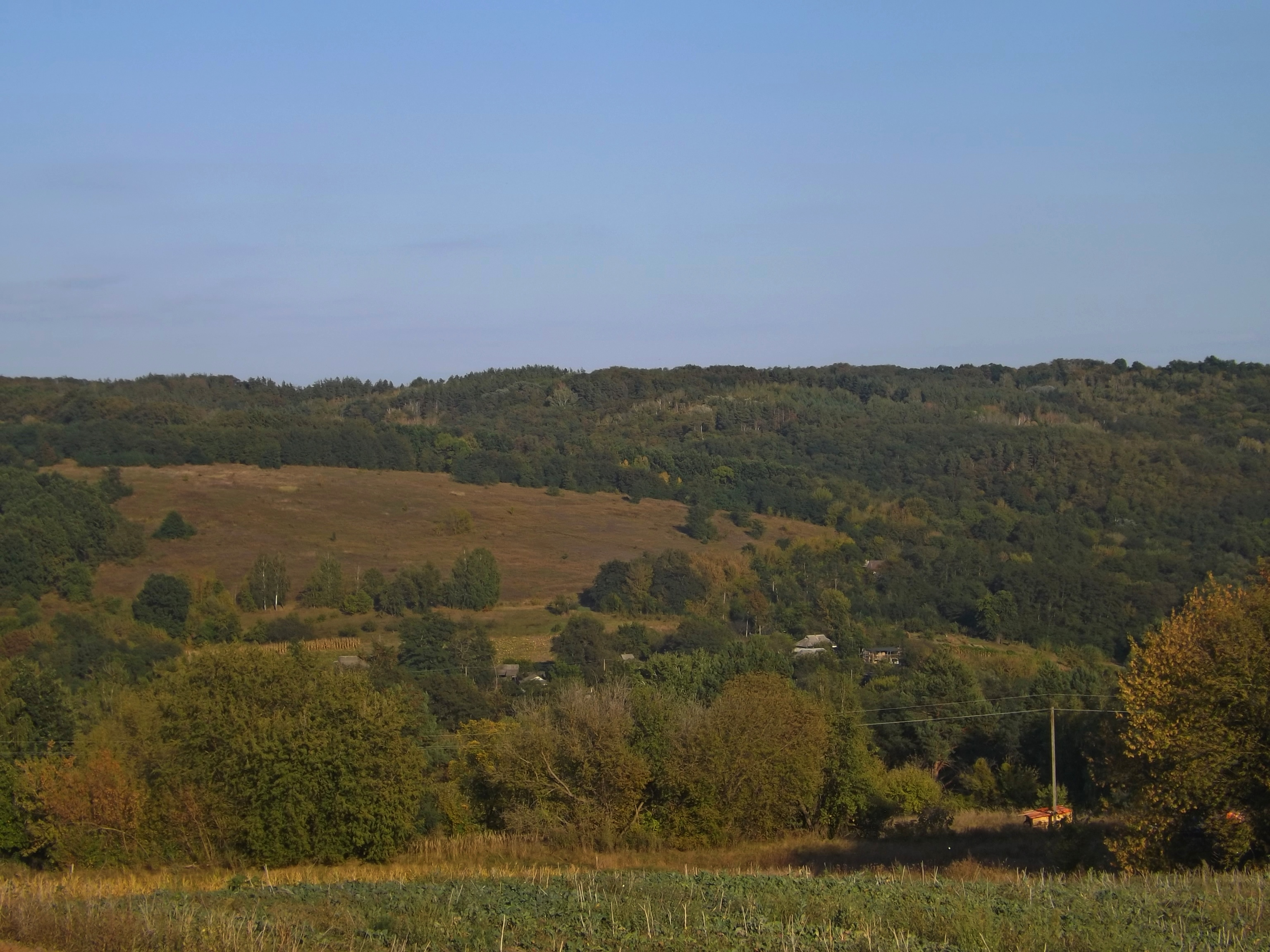

49°56′50″N 31°18′57″E / 49.94722°N 31.31583°E
大布克林（烏克蘭語：Великий Букрин）是位於烏克蘭北部的村莊，由基辅州奧布希夫區的勒日希夫市鎮負責管轄。該村始建於1600年，面積11.4平方公里，海拔高度112米，2001年人口102，人口密度每平方公里9人。